# SuperShop
A SuperShop Magyarország első, többpartneres törzsvásárlói hűségkártya-programja. 2000. április 15-én hozta létre az OMV töltőállomás-csoport, a K&H bank, a Kaiser’s és Plus élelmiszer-hálózat, valamint a Skála és a Centrum áruházlánc. A későbbiekben a Magyar Könyvklub, az Obi barkácsüzletlánc, a Photo Hall szaküzletlánc, a SPAR élelmiszer-hálózat, az Erste Bank, a Burger King gyorséttermi lánc és a www.wellness-szallas.hu csatlakozott hozzá. A SuperShop hozta létre Magyarország első co-branded kártyáját, ami a K&H Bank és a SuperShop program logóját is alkalmazta. Később a SuperShop co-branded bank- és hitelkártyája az Erste Bank együttműködésével volt igénybe vehető.  Az Erste Bank 2018. december 31-én kilépett a SuperShop programból,  majd 2019. június 1-én a Burger King is kilépett a programból. 
Jelenleg a SPAR-csoport, az Obi, az OMV és az UNION Biztosító online felületén használható a SuperShop kártya. A K&H és a www.wellness-szallas.hu kivételével (amelyik kilépett a programból) mindegyik korábbi elfogadóhely megszűnt, a Plus és Kaiser’s láncok a Spar-csoport tagjai lettek, ami saját üzleteiben is bevezette a programot.

## Alkalmazása
Vásárlás során – az adott Partnerre vonatkozó pontkibocsátási és – beváltási feltételek szerint – meghatározott vásárlási érték (pl. 100 Ft) után 1 pontot írnak jóvá a SuperShop kártyánkon; azzal, hogy üzemanyag vásárlásakor SuperShop törzsvásárlói kártya használata esetén literenként jár 1 pont.
2012. augusztus 30-tól a SPAR-csoport áruházaiban vásárláskor minden elköltött 200 Ft után 1 pontot írnak jóvá. Vásárláskor a pontkiadás alól kivételt képeznek: szórólapban meghirdetett termékek (kivétel a SuperShop kártyabirtokosoknak meghirdetett többszörös SuperShop pontkiadás, illetve az extra pont jóváírás), szórólapban nem szereplő, de árkedvezménnyel árusított termékek, egyéb, az előzőekben nem szereplő, esetileg meghatározott olyan aktivitások, melyekben árkedvezményt vagy egyéb kedvezményt biztosítanak a vásárlóknak, dohánytermék, mobiltelefon-feltöltőkártya, göngyöleg, SPAR étkezési- és vásárlási utalvány, SPAR ajándékkártya, Máltai adománykártya, újság, hűségakciós termékek.
Az OMV töltőállomásokon SuperShop pontokat a következő termékek vásárlásához kapcsolódóan gyűjthetünk és válthatunk be: üzemanyagok, élelmiszerek, ételek, italok, újságok, DVD filmek, gépi autómosás, kenőanyagok és autóápolási termékek.
Ha születésnapunkon vagy névnapunkon vásárolunk (és a kártyaigénylő lapon megadtuk a névnapunkat is), akkor ajándékként aznap az aktuális vásárlásunk után járó alappont értékében dupla pontot kapunk.

## Gazdasági alkalmazása
A SuperShop program alkalmazói számos adathoz jutnak a felhasználók szokásairól. Így a termékszintű vásárlási információk mellett tranzakciós adatokat (vásárlás gyakorisága, értéke) mellett opcionális marketing adatokhoz (foglalkozás, végzettség) és személyi adatokhoz (életkor, lakhely) is juthatnak.